# ۶۶۴ (پیش از میلاد)
۶۶۴ (پیش از میلاد) ۶۶۴مین سال قبل از تقویم میلادی است.